# 6:33
6:33 est un groupe français qualifié de metal progressif, metal avant-gardiste ou fusion formé en 2008. D’après le groupe, le nom se prononce « six heures trente trois » et viendrait de l’heure à laquelle le groupe a débuté.

## Historique
Le groupe se forme en 2008 en Île-de-France et participe à la compilation Decade-Dance Compilation - A Tribute to the 90's Dance Music avec une reprise du morceau « It’s Alright » de East 17.
En 2011 sort le premier album Orphans of Good Manners sur le label M&O Music. L’album a pu être décrit comme complexe et décomplexé, proposant une musique mélodique, puissante, un peu complexe mais aussi très bordélique. L’album peut être divisé en deux parties : la première, qui est très heavy metal et ne propose pratiquement pas d’éléments électro à part la batterie électronique, et la seconde, qui contient plus d’électro, des éléments d’autres genres qui est moins metal. Radio Metal soutient le groupe en le classant parmi ses révélations High Hopes.
Arno Strobl (ex-Carnival in Coal) participe comme chanteur invité sur certaines chansons après le départ du chanteur original Kinky Zombie. Il est invité comme chanteur principal sur l’EP Giggles, Garlands and Gallows auto-édité en 2012. Ces trois morceaux forment une comédie musicale burlesque. Le groupe fait alors une tournée dont une date en première partie de Devin Townsend et une autre avec Shaka Ponk.
En 2013, l’album The Stench from the Swelling (A True Story) sort sur le label Wafflegate Productions. L’album intègre les morceaux de l’EP ainsi que trois nouveaux titres et une reprise du morceau Starlight de The Supermen Lovers. Arno Strobl participe à l’ensemble de l’album puis il quitte le groupe pour se consacrer à d’autres projets musicaux dont la reformation en concert du groupe Carnival in Coal pour laquelle il fera appel à Dietrisch von Schtrudel aux claviers. Florent Charlet rejoint le groupe sous le nom de scène Rorscharch et chante en duo avec Arno Strobl. L’album mêle les styles et a pu être décrit comme déjanté et inclassable, barré, inventif et groovy, farfelu et fou.
En octobre 2013, 6:33 sort une reprise de « Tristram » thème du jeu vidéo Diablo pour la compilation Press Start Button : A Tribute to Video Games Soundtracks of the 80s and 90s.
En 2015, l’album Deadly Scenes suit sur Kaotoxin Records, sur lequel Rorschach reprend seul le chant. L’album est tout aussi composé et varié. Il s’agit d’un album-concept sur le thème des péchés capitaux et de nombreuses références religieuses sont présentes. Emmanuel Rousseau change de nom de scène pour Howahkan Ituha au lieu de Dietrisch von Schtrudle.
En avril 2017, le groupe propose The Asylum Picture Show 2.0, une nouvelle création scénique dont la première est au Divan du monde à Paris avec en première partie Acyl et Malemort. La prestation est saluée par les critiques pour son originalité,,. Elle est suivie d’une tournée avec notamment une date au Rat’s (Puget-sur-Argens) aux côtés de In Arkadia.
En 2021, l’album Feary Tales For Strange Lullabies: The Dome est annoncé pour le premier octobre avec deux titres accompagnés de clips diffusés en ligne, « Act Like an Animal » (20 mai 2021) et « Wacky Worms » (25 juin 2021) qui introduisent pour la première fois un batteur, Cédric Guillo dit Vicken. Le groupe annonce le départ du bassiste Sylvain Mazeau « S.A.D. » sur sa page Facebook le 21 septembre 2020 mais il apparaît encore dans ces deux clips, il est ensuite remplacé par Manuel « Mano Low » Gerard après l’enregistrement de l’album. L’album est sur le thème des jeux vidéo et tend vers la musique électronique, tout en restant progressif et aussi entraînant que violent. Il propose des morceaux variés mais formant une unité thématique, telle un opéra-rock déjanté.

## Style
Stephan Möller de Metal.de a écrit dans sa critique d’Orphans of Good Manners que 6:33 propose un metal moderne qui oscille entre le metalcore et le nu metal, mais propose également des éléments électro et progressifs ainsi que des excursions dans la synth-pop et le power metal.
Nils Macher de Powermetal.de indique dans sa critique de The Stench from the Swelling (A True Story) que certaines personnes pourraient décrire la musique de l’album comme du metal progressif, d’autres comme du crossover, le groupe lui-même lui a donné le nom de "Strange Music". Macher a résumé la musique comme une « adaptation contemporaine de Faith No More à la manière de Devin Townsend » qui rappelle le groupe canadien Unexpect . Sur l’album, le groupe fait de la musique « détachée des conventions ou des attentes de genre ».
Daniel Cordova de metalinjection.net décrit la musique de Deadly Scenes comme du metal avant-gardiste qui rappelle des groupes comme Unexpect, Mr. Bungle, Dog Fashion Disco, Devin Townsend Project, Nine Inch Nails et Leprous . Le groupe réussit à sonner non pas comme une copie, mais unique et "fou". De plus, divers genres se mêlent aux influences tels que le swing, l’indus ou le black metal.

## Univers visuel
La pochette de l’EP, celle de l’album The Stench from the Swelling (A True Story) et celle de Deadly Scenes sont des collaborations avec le photographe Dehn Sora. La pochette de l’album Feary Tales For Strange Lullabies: The Dome a été réalisé par Florian Le Guillou.
En concert, le groupe apparaît sur scène masqué avec des masques de catch, rappelant des films d’horreur ou absurdes. Ils ne les portent pas dans hors des concerts. En interview, ils indiquent que les masques ne leur ont pas été inspirés de Slipknot mais sont des accessoires de scène qui participent au spectacle.
Le clip de « Beretta » a été réalisé par Bruno Cailloux et s’inspire de l’esthétique des films d’horreur. Les clips de « Black Widow » et « I'm a Nerd » ont été réalisés par Rusty J. Matalou et les deux créditent Baltrou, un fan devenu roadie qui participe aux activités du groupe.
À partir de la mise en scène de The Asylum Picture Show 2.0, la mise en lumière de la scène et l’éclairage des clips vidéo sont de Bertille Friderich.

## Membres du groupe
Actuels :
- Florent Charlet « Rorschach » - chant
- Benédicte Pellerin « Bennie » - chant
- Nicolas Pascal « Nicko » - guitares, claviers, chant et mise en scène
- Manuel Gerard « Mano Low » - basse
- Richard Dubois Matra « # » - claviers
- Emmanuel Rousseau « Howahkan Ituha » - claviers et programmation des percussions
- Cédric « Vicken » Guillo - batterie

Sur Deadly Scenes :
- Florent Charlet « Rorschach »- chant et chœurs
- Nicolas Pascal « Nicko » - guitares, programmation des claviers, chant principal (pistes 3,8,9) et chœurs
- Sylvain Mazeau « S.A.D » - basse
- Emmanuel Rousseau « Howahkan Ituha » - claviers et programmation des percussions
- Richard Dubois Matra « # » - claviers
- Benédicte Pellerin « Bennie » - chant
- George Kleuser - narrateur sur la piste 9
- Chorale : Bennie, Lola Aumont, Alexia Simard, Fred Gervais, Laurent Duedal, Nicko, #, S.A.D and Yann Lecanu

Sur The Stench from the Swelling (A True Story) :
- Arno Strobl - chant et chœurs
- Nicolas Pascal « Nicko » - guitares, programmation des claviers et chœurs
- Emmanuel Rousseau « Dietrisch von Schtrudle » - programmation des claviers et des percussions
- Sylvain Mazeau « S.A.D » - basse
- Mister Z - programmation des claviers, saxophone et boucles sonores
- Florent Charlet « Rorschach » - chœurs et chant principal sur « Burn-In »
- Sombr - chant
- Yahn - chant

Sur Orphans of Good Manners :
- Mr Z - claviers
- Emmanuel Rousseau « Dietrisch von Schtrudle » - claviers
- Sylvain Mazeau « S.A.D » - basse
- Nicolas Pascal « Nicko » - guitare
- Christophe « Kinky Zombie » Denhez - chant

## Discographie
- 2011 : Orphans of Good Manners (M&O Music)
- 2012 : Giggles, Garlands and Gallows (EP auto-édité)
- 2013 : The Stench from the Swelling (A True Story) (Wafflegate Productions)
- 2015 : Deadly Scenes (Kaotoxin Records)
- 2021 : Feary Tales For Strange Lullabies: The Dome (33 Degrees/Universal)